# Motenje elektronskih naprav
Motenje elektronskih naprav (angleško jamming) je vrsta elektronskega bojevanja, ki delno ali popolnoma omeji učinkovitost nasprotnikovih elektronskih naprav, kot so npr. radio in radar. Od druge svetovne vojne je zaradi razvoja elektronske opreme in njene izredne razširjenosti na modernem bojišču to zelo pomemben način bojevanja.

## Motenje radijskih naprav
Motenje radarja in radia poteka s pomočjo signala, ki ima enako frekvenco kot je frekvenca naprave, ki jo želimo motiti. Na ta način lahko z uporabo šuma preglasimo koristni signal, kar v primeru radia onemogoči komunikacijo, v primeru radarja pa informacijo o oddaljenosti tarče.
Radar je možno motiti tudi z generiranjem lažnih signalov, s katerimi lahko radarju posredujemo lažne informacije o smeri, oddaljenosti idobro opazen objekt, s čimer je moč doseči kamuflažo prave tarče.
Z nekaterimi orožji novejšega tipa, ki generirajo elektromagnetno valovanje s precejšnjo močjo se da moderne elektronske naprave, zgrajene na osnovi polprevodniških komponent tudi uničiti. Še posebej so za te namene primerni mikrovalovi velikih moči.

## Motenje ostalih naprav
Med ostale naprave sodijo senzorji zvoka, IR in laserskega valovanja. Tudi v primeru teh naprav motenje temelji na podobnih principih kot motenje radarja in radijskih komunikacij.

## Protiukrepi
Protiukrepi za zmanjšanje vpliva motenja so naslednji:
- Spreminjanje oddajne ali sprejemne frekvence po času (zvezno ali diskretno)
- Uporaba več frekvenc ali širokopasovnih signalov
- Uporaba pametnih anten izloči sprejem motilnih signalov, ki prihajajo iz določenih smeri
- Protiradarska orožja